# Tomorrow's way
「Tomorrow's way」（トゥモローズ・ウェイ）は、日本のシンガーソングライター・YUIのメジャー2作目（通算3作目）のシングル。

## 概要
- 前作「feel my soul」から4か月ぶりのシングル。また、Sony Recordsにレーベル移籍後初の作品でもある。
- 音楽プロデューサー近藤ひさし、チーフプロデューサー今野義雄、アーティストプロデュースを村上葉子が務めている。
- 表題曲は本郷奏多主演の映画『HINOKIO』の主題歌に起用された。
- 今作からカップリング2曲目に主に前作のシングル表題曲の弾き語りによるアコースティックバージョンが収録されるようになった[注 1]。
- 表題曲は後にSHENKY GUNSがカバーし、アルバム『ON One's WAY』に収録された。
- オリコンチャート初登場15位を獲得。2作連続でトップ20入りを果たした。

## 収録曲
| 全作曲: YUI。 |                                           |      |            |                             |                      |      |
| #             | タイトル                                  | 作詞 | 作曲・編曲 | 編曲                        | ストリングスアレンジ | 時間 |
| 1.            | 「Tomorrow's way」                        | YUI  | YUI        | Hideyuki DAICHI Suzuki      | Ittetsu Gen Strings  | 4:48 |
| 2.            | 「Last Train」                            | YUI  | YUI        | Hideyuki DAICHI Suzuki      |                      | 4:45 |
| 3.            | 「feel my soul 〜YUI Acoustic Version〜」 | YUI  | YUI        | Hideyuki DAICHI Suzuki、YUI |                      | 3:58 |
| 4.            | 「Tomorrow's way 〜Instrumental〜」       |      | YUI        | Hideyuki DAICHI Suzuki      | Ittetsu Gen Strings  | 4:46 |

### 解説
1. Tomorrow's way
2. Last Train
3. feel my soul 〜YUI Acoustic Version〜
メジャー1stシングルの表題曲の弾き語りアコースティックバージョン。
4. Tomorrow's way 〜Instrumental〜
表題曲のインストゥルメンタルバージョン。

## 参加ミュージシャン
- YUI：Vocal & Chorus (#1〜3)、Guitar (全曲)

Support Musician
- 鈴木Daichi秀行：Guitar & Programming & Bass (#1,2,4)

## タイアップ
- 松竹配給映画『HINOKIO』主題歌 (#1)

## 収録アルバム
- FROM ME TO YOU (#1)
- MY SHORT STORIES (#2)
- SHE LOVES YOU (#1)
- ORANGE GARDEN POP (#1)
- ON One's WAY (#1)